# Mitsuyuki Yoshihiro
Mitsuyuki Yoshihiro (Yamaguchi, 4 mei 1985) is een Japans voetballer.

## Carrière
Mitsuyuki Yoshihiro speelde tussen 2004 en 2011 voor Sanfrecce Hiroshima, Consadole Sapporo en Ehime FC. Hij tekende in 2012 bij Tokyo Verdy.